# Kalwaria (stacja kolejowa)
Kalwaria (lit. Kalvarija) – stacja kolejowa w miejscowości Jungėnai, w rejonie kalwaryjskim, w okręgu mariampolskim, na Litwie. Położona jest na linii Kozłowa Ruda – Suwałki. Przez stację przebiega również Rail Baltica. Nazwa pochodzi od pobliskiego miasta Kalwaria.